# 拜讷施塔特
拜讷施塔特（德語：Beinerstadt）是德国图林根州的市镇，隶属于希尔德布格豪森县。总面积为6.71平方千米，截至2023年12月31日总人口为287人。